# 安平鎮 (明鄭)
安平鎮，又稱為王城，是臺灣鄭氏王朝的王宮地帶，位於今日的臺南市安平區安平古堡週邊區域，為京畿承天府所管轄的行政區之一。

## 史料註釋
1. ↑  《臺灣通史》：「十二月，以熱蘭遮城為安平鎮，改名王城。」